# Italia (nave da crociera)

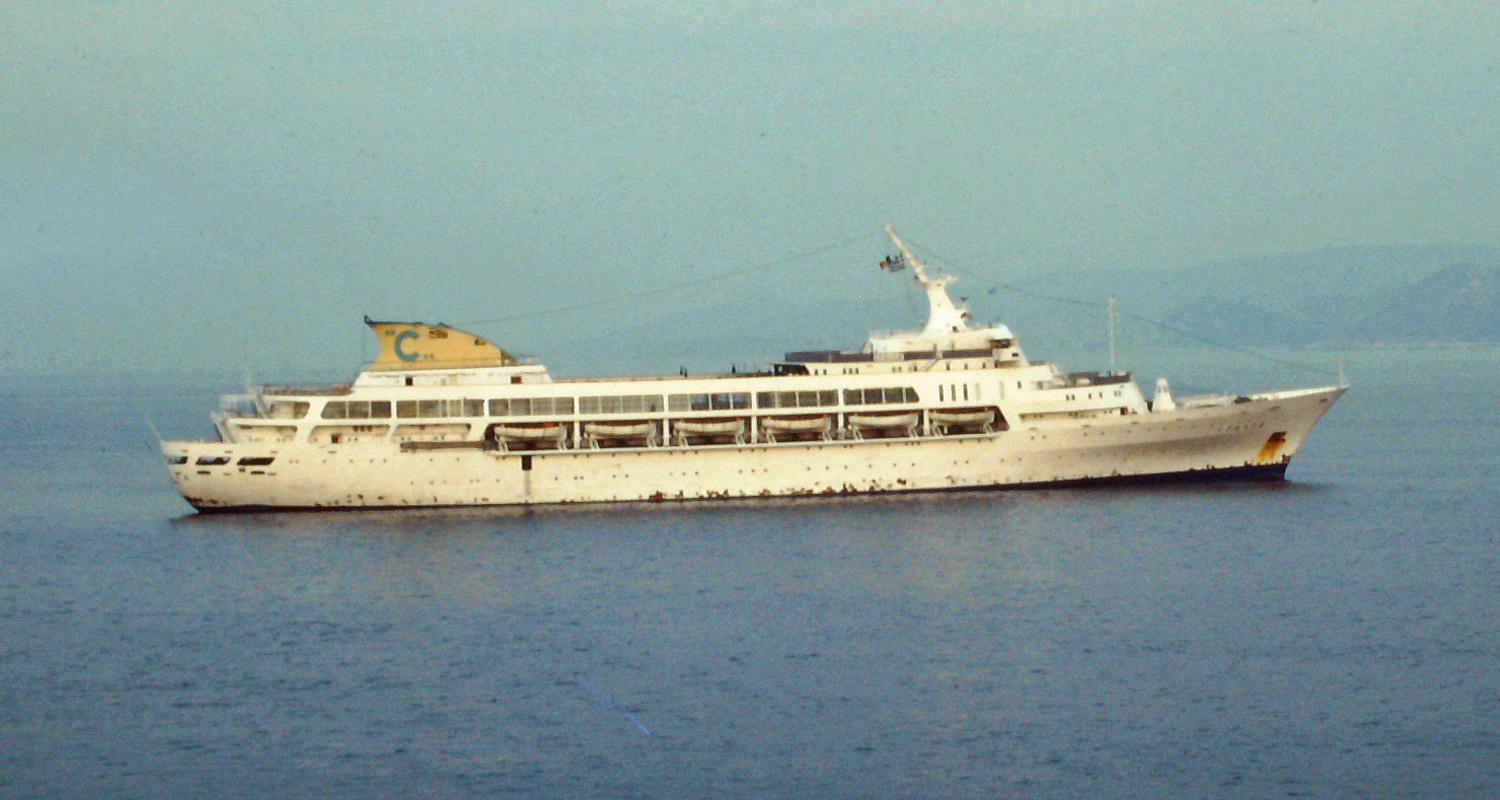
La M/N Italia nel 1980 con livrea Costa Crociere

Italia fu una nave da crociera impostata per Sunsarda S.p.A. il 23 giugno 1963 presso il Cantiere navale Felszegi di Muggia in provincia di Trieste, varata il 29 aprile 1965, fu successivamente completata poi per la compagnia di navigazione cagliaritana Crociere d'Oltremare S.p.A. cui venne consegnata nel settembre 1967. Nella sua configurazione iniziale poteva trasportare 706 passeggeri e 240 membri dell'equipaggio.

## Storia
Impostata il 23 giugno 1963 e varata il 29 aprile 1965 col nome Italia per la Sunsarda S.p.A. fu completata poi per la Crociere d'Oltremare S.p.A. e consegnata nel settembre 1967: poteva trasportare 706 passeggeri e 240 membri dell'equipaggio.
Noleggiata alla società Fratelli Cosulich di Genova e impiegata in tre crociere nel Mediterraneo con partenza della crociera inaugurale il 16 settembre 1967, fu poi noleggiata dalla Princess Cruises, che conquistò il mercato crocieristico della Costa Occidentale degli Stati Uniti impiegandola in crociere tra il Messico e Los Angeles, pubblicizzandola come Princess Italia nonostante il nome fosse rimasto lo stesso. Nel 1973 fu riconsegnata alla proprietaria Crociere d'Oltremare.
Dopo un ammodernamento, nel 1974 fu noleggiata alla Costa che la acquistò nel 1977. Con la Costa effettuò crociere in tutto il mondo e nel 1983 fu venduta alla Ocean Cruise Lines che la rinominò Ocean Princess.
Nel 1990 la Ocean Cruise Lines fu acquistata dalle società francesi Accor SA e Chargeurs SA, proprietarie della Paquet Cruises. Nel 1993 l'Italia entrò in collisione con un relitto affondato in Amazzonia. L'incidente causò gravi danni allo scafo e gli armatori ritennero che fosse antieconomico ripararla e fu dichiarata perduta e ceduta agli assicuratori che a loro volta la vendettero a una società greca che la rinominò Sea Prince.
Ricominciò a navigare con la Sunshine Cruise Line, ma nel maggio 1995 subì un incendio per cui fu messa nuovamente in vendita e nel 1995 fu acquistata dalla società cipriota Louis Cruise Lines e ribattezzata Princesa Oceanica. Nel 1996, a seguito di nuovi importanti lavori, è stata noleggiata alla Thomson Cruises con il nome di Sapphire con la quale effettuava crociere nel Mediterraneo.
L'Italia è stata una delle prime navi da crociera costruite con gli standard americani: U.S. Coast Guard per la sicurezza - PHS per l'igiene e l'ambiente - ASTM per i materiali - Per la perfezione della sua esecuzione, tecnicamente all'avanguardia e per gli ottimi risultati ottenuti nella sua vita sul mare è considerata il capolavoro del Cantiere Navale Felszegi. 

### Demolizione
Nella sua configurazione finale come Sapphire non soddisfaceva più i nuovi regolamenti SOLAS del 2010, convenzione che ha causato la demolizione di molte navi da crociera d'epoca di proprietà della Louis Cruise Lines. Non essendo stata aggiornata per rispondere a questi nuovi requisiti di sicurezza, la Sapphire è stata ritirata dal servizio dall'autunno 2010, venduta e rinominata Aspire per la demolizione, è giunta ad Alang, in India il 9 maggio 2012 dove poco tempo dopo sono iniziate le operazioni di taglio.